# Volsk
Volsk - Вольск (rus) - és una ciutat de l'óblast de Saràtov, a Rússia. Volsk es troba a la riba dreta del Volga, davant de la desembocadura de l'afluent Bolxoi Irguiz. És a 28 km a l'oest de Balakovo, a 111 km al nord-est de Saràtov i a 761 km al sud-est de Moscou. L'origen de la vila es remunta a la fundació de l'slobodà de Malikovka el 1690, que rebé l'estatus de ciutat i el nom de Volgsk el 1780. Al segle xix el nom evolucionà progressivament fins a Volsk, més fàcil de pronunciar.